# Pattinaggio di velocità alla XXVI Universiade invernale

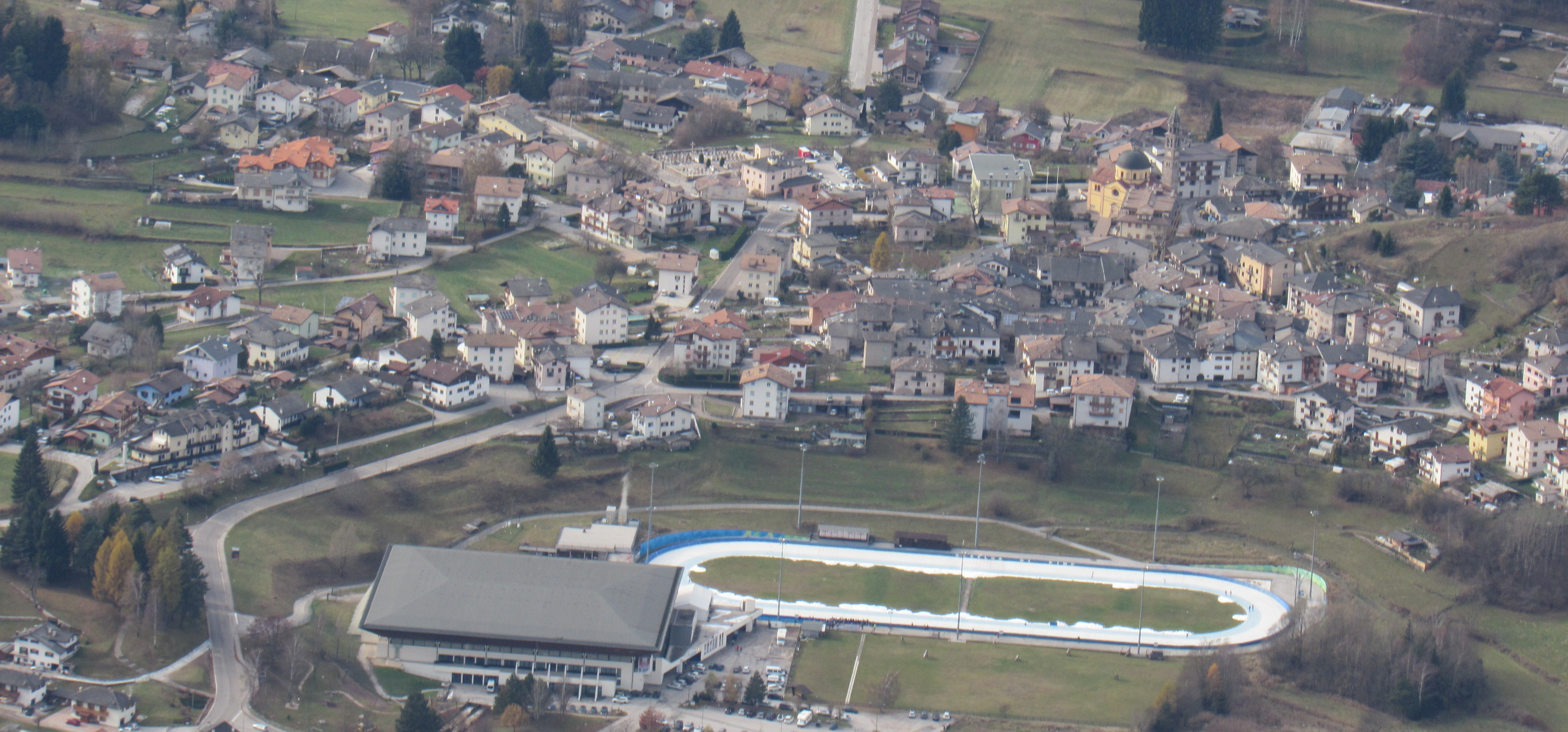
L'ovale di Piné

Le gare di pattinaggio di velocità della XXVI Universiade invernale si sono svolte dal 13 al 19 dicembre 2013, allo Stadio del ghiaccio di Baselga di Piné, in Italia. In programma dodici eventi.

## Podi

### Uomini
| Evento                 | Oro                                                                  | Tempo    | Argento                                                               | Tempo    | Bronzo                                                                   | Tempo    |
| 500 m                  | Tsubasa Hasegawa                                                     | 71"00    | Mirko Giacomo Nenzi                                                   | 71"25    | Kim Sung-Gyu                                                             | 71"36    |
| 1000 m                 | Mirko Giacomo Nenzi                                                  | 1'09"32  | Jan Szymański                                                         | 1'10"30  | Sung Ching-Yang                                                          | 1'10"64  |
| 1500 m                 | Jan Szymański                                                        | 1'47"80  | Mirko Giacomo Nenzi                                                   | 1'48"54  | Joo Hyong-Jun                                                            | 1'48"74  |
| 5000 m                 | Jan Szymański                                                        | 6'32"47  | Evgenij Serjaev                                                       | 6'34"10  | Lee Jin-Yeong                                                            | 6'37"26  |
| 10000 m                | Pim Cazemier                                                         | 13'44"19 | Lee Jin-Yeong                                                         | 13'48"32 | Evgenij Serjaev                                                          | 13'50"72 |
| Inseguimento a squadre | Corea del Sud Joo Hyong-Jun Kim Cheol-Min Ko Byung-Wook Seo Jeong-Su | 3'48"81  | Russia Dmitrij Fedotov Kirill Golubev Evgenij Serjaev Aleksej Suvorov | 3'57"96  | Italia Jan Daldossi Andrea Giovannini Mirko Giacomo Nenzi Andrea Stefani | 3'53"34  |

### Donne
| Evento                 | Oro                                                                | Tempo   | Argento                                                      | Tempo   | Bronzo                                                                               | Tempo   |
| 500 m                  | Kim Hyun-Yung                                                      | 79"03   | Park Seung-Ju                                                | 79"17   | Ahn Jee-Min                                                                          | 79"45   |
| 1000 m                 | Miho Takagi                                                        | 1'19"58 | Kim Hyun-Yung                                                | 1'19"84 | Angelina Golikova                                                                    | 1'19"85 |
| 1500 m                 | Kim Bo-Reum                                                        | 2'02"19 | Natalia Czerwonka                                            | 2'02"33 | Evgenija Dmitrieva                                                                   | 2'03"81 |
| 3000 m                 | Martina Sáblíková                                                  | 4'13"72 | Kim Bo-Reum                                                  | 4'17"27 | Park Do-Young                                                                        | 4'19"05 |
| 5000 m                 | Martina Sáblíková                                                  | 7'05"17 | Kim Bo-Reum                                                  | 7'17"82 | Park Do-Young                                                                        | 7'26"58 |
| Inseguimento a squadre | Corea del Sud Jun Ye-Jin Kim Bo-Reum Park Do-Young Yang Shin-Young | 3'06"53 | Giappone Yuka Abe Chinatsu Nagaya Miho Takagi Nana Takahashi | 3'11"39 | Italia Francesca Bettrone Yvonne Daldossi Francesca Lollobrigida Giulia Lollobrigida | 3'13"07 |

## Medagliere
| Pos.   | Paese         | Oro | Argento | Bronzo | Totale |
| ------ | ------------- | --- | ------- | ------ | ------ |
| 1      | Corea del Sud | 4   | 5       | 6      | 15     |
| 2      | Polonia       | 2   | 2       | 0      | 4      |
| 3      | Giappone      | 2   | 1       | 0      | 3      |
| 4      | Rep. Ceca     | 2   | 0       | 0      | 2      |
| 5      | Italia        | 1   | 2       | 2      | 5      |
| 6      | Paesi Bassi   | 1   | 0       | 0      | 2      |
| 7      | Russia        | 0   | 2       | 3      | 5      |
| 8      | Taipei cinese | 0   | 0       | 1      | 1      |
| Totale | Totale        | 12  | 12      | 12     | 36     |